# Марк Манилий Вописк
Марк Манилий Вописк (лат. Marcus Manilius Vopiscus) — римский политический деятель второй половины I века.
Вописк происходил из Испании. С июля по сентябрь 60 года он занимал должность консула-суффекта с Гаем Веллеем Патеркулом. Его сыном был поэт и друг императора Домициана Публий Манилий Вописк.